# Hubert Stuppner
Hubert Stuppner (* 19. Januar 1944 in Truden, Südtirol) ist ein italienischer Komponist.

## Biographie
Stuppner studierte Klavier bei Nunzio Montanari und Komposition bei Andrea Mascagni in Bozen; an der Universität Padua erlangte er seinen Abschluss in Musikwissenschaft. Von 1970 bis 1981 war er Professor für Analyse und Harmonielehre am Konservatorium „Claudio Monteverdi“ Bozen, dem er von 1981 bis 1996 als Direktor vorstand.  Von 1982 bis 1996 hatte er den Vorsitz in der Jury des Internationalen Klavierwettbewerbs Ferruccio Busoni in Bozen inne. Außerdem ist er Gründer und Leiter des Festivals Zeitgenössischer Musik Bozen.
Stuppner erhielt zahlreiche Kompositionsaufträge, u. a. von den Donaueschinger Musiktagen, vom Südwestfunk Baden-Baden, vom Staatstheater Stuttgart, vom Deutschen Fernsehen ZDF, von der Akademie der Künste Berlin, von den Salzburger Festspielen, von der Biennale Venedig, von der Warschauer Kammeroper und vom Kronos Quartet.

## Auszeichnungen
- 1973: 2. Preis Schnitger-Wettbewerb Zwolle
- 1978: 1. Preis für Kammeroper "Filarmonica Umbra"
- 1984: 2. Preis Wettbewerb "E. Ansermet" für Balletmusik
- 1980: Kunstpreis der Stadt Innsbruck für Musik
- 1992: Premio delle Muse, Firenze
- 1994: Walther von der Vogelweide-Preis für Musik
- 1994: Würdigungspreis für Musik des Österreichischen Bundesministeriums für Kunst und Kultur

## Kompositionen
- Totentanz. Kammeroper, 1978
- Loreley. Lyrisches Klavierpoem, 1981
- Ausdrücke-Rondo für einen Clown für Kontrabass und Tonband, 1978
- "...ces vieux parfums de valse...", 7 Walzerblätter, 1981
- Die Stimmen der Sylphiden, Filmmusik (ZDF), 1980
- Kammerkonzert "Souvenir" für kleines Orchester, 1980
- 4 Streichquartette, 1984–1998
- 2 Konzerte für Klavier und Orchester, 1984 u. 1986
- Capriccio Viennese für Violine und Orchester, 1984
- Varieté Liberty, Musiktheater, 1984
- Cafè Erosa, Musiktheater, 1984
- Passion – Die Leidensgeschichte nach Salomon und Jeremias, 1988
- Extasis & Nirwana, Ballett, 1989
- Hiob, Oratorium für Bariton, Chor und kleines Orchester, 1991
- Salomes Tanz für Sopran und Orchester, 1988
- Folksongs & Folkdances, 1993
- Klezmer-Suite für Orchester, 1999
- Tango-Suite für Vl.,Vc. Akkordeon, 2002
- Mahler-Bilder für doppeltes Streichquartett, 2003
- Stabat Mater für Vokal-Sextett, 2004
- 5. Streichquartett, 2012
- 6. Streichquartett, 2016

## Veröffentlichungen
- Die Neue Musik und das Festival. In: Robert Kristanell (Hrsg.): Musik in Südtirol. Arunda, Schlanders 1982.
- Mephisto-Walzer oder Der Tanz der Klaviere. ConBrio Verlag 1995, ISBN 3-930079-70-4.
- Endzeit-Sonate. Frankenstein oder Die Minnesänger des Untergangs. ConBrio Verlag 1999, ISBN 3-930079-79-8.
- Musik und Gesellschaft in Südtirol, Band 1: Bozen 1800–2000. Bozen: Raetia Verlag 2009, ISBN 978-88-7283-337-7.
- Oswald von Wolkenstein – Liebe, List und Leidenschaft. Bozen: Athesia-Verlag 2014, ISBN 978-88-8266-991-1.
- „Ich, der unbekannte Sohn Gustav Mahlers“. Die Geschichte eines Hochstaplers aus Wien, der Stadt der Klaviere. Wien: Hollitzer 2019, ISBN 978-3-99012-625-7.